# Isla Desolación
Die Isla Desolación ist eine Insel im Süden Chiles. Die langgestreckte Insel bildet einen Teil der Südküste der Magellanstraße. Sie ist die westlichste der Patagonien gegenüberliegenden, die Meerenge bildenden Inseln. Durch den Canal Abra ist sie von der östlich gelegenen Isla Santa Inés getrennt. Ihr nordwestliches Kap markiert die Ausfahrt in den Pazifischen Ozean. Die Küstenlinie ist durch Fjorde stark gegliedert.